# 阿里山神木群

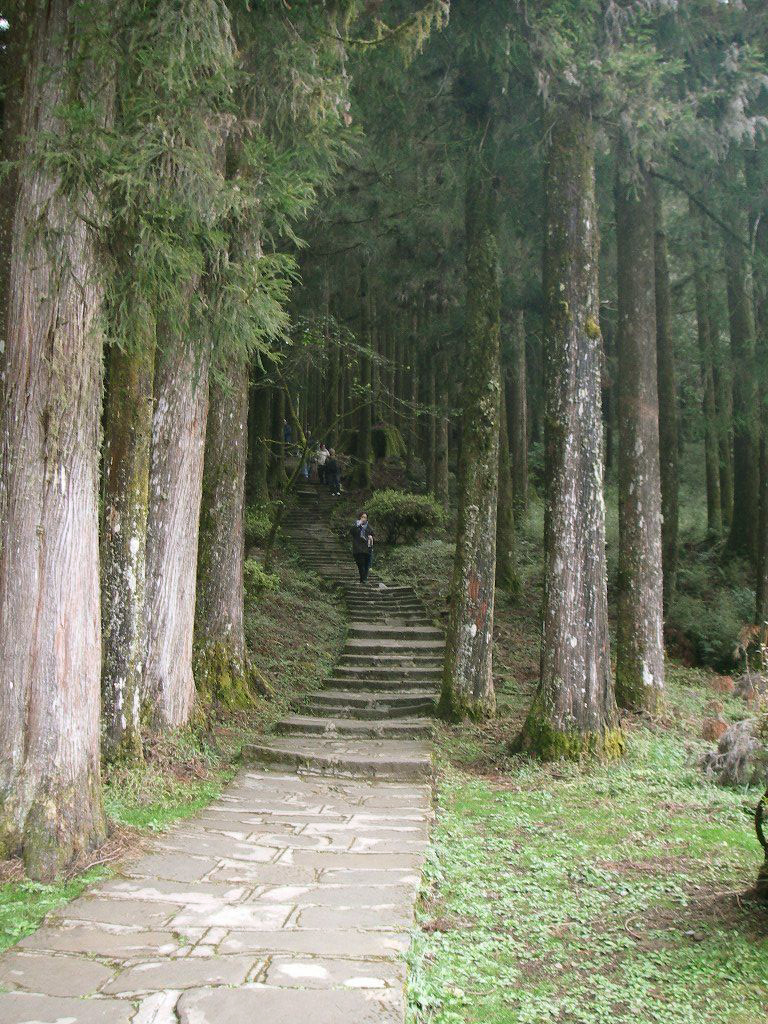
阿里山巨木群棧道一角

阿里山神木群，是指位於臺灣嘉義縣東部阿里山國家森林遊樂區的神木景點，原指阿里山森林鐵路神木車站旁的阿里山神木。1998年，阿里山神木遭雷擊、放倒以後，林務局共整理阿里山森林遊樂區內的44株巨木，並搭建棧道（阿里山巨木群棧道）遂成為新景點。這些巨木連同原本的阿里山神木樹種皆為紅檜。

## 沿革
阿里山區的林相豐富，從亞熱帶的闊葉林到寒帶的針葉林都有。800公尺以下丘陵為熱帶林相，主要由相思樹、構樹構成。800～1,000公尺是以樟樹、楓樹、楠樹和殼斗科植物為主的暖帶林相。1,800～3,000公尺左右的林相為溫帶林，紅檜、臺灣扁柏、台灣肖楠、鐵杉及華山松稱為阿里山五木在此大量生長，其中，阿里山的千年檜木群是目前臺灣最密集的巨木群。3,000～3,500公尺主要是臺灣冷杉，呈現寒帶林的林相。
2022年，為正確評估管理及監測遊樂區神木健康情形，並了解巨木樹幹變異形成原因及實際樹齡，林務局嘉義林區管理處委託嘉義大學團隊進行調查。研究團隊利用生長錐鑽取樹芯取樣，再以儀器進行分析，藉以推估阿里山43株巨木的樹齡。在調查的43株紅檜中，林務局統計，1000年以上，合併木4株、單株1株。800到1000年，合併木2株、單株4株。600到800年，合併木14株、單株3株。600年以下，合併木13株、單株2株。多數都在800年以下。

## 神木列表

### 阿里山神木
阿里山神木，原本指的是台灣阿里山上一棵樹齡達到三千餘年的紅檜
「神木」。據統計該樹高53公尺，樹齡達三千年以上，樹幹在距地面一公尺半高處的直徑是4公尺66公分，樹幹接者地面處的週圍達23公尺，材積達五百立方公尺，阿里山森林鐵路通車後，成為聞名海內外的台灣地標之一。
神木附近為早期日本的林場，多是出口外銷，戰後更遭國民政府及私人大批砍伐，以致紅檜幾乎被砍伐殆盡。1956年6月7日清晨，阿里山神木遭到雷擊，上層起火的樹葉落入中空的樹幹內，樹心油脂被焚燬，雖然還存活，卻也在不久後即告枯萎。1960年代林務局管理處在神木殘軀上種植紅檜幼苗，以保持其綠意盎然的樣子，此舉曾遭致批評係欺騙遊客。
1997年7月1日，神木本身因連日大雨，樹幹含水過重，一半的樹身迸裂傾倒在森林鐵路上，壓壞了鐵軌。於1998年6月29日，正式放倒神木，阿里山神木也因此走入歷史，傾倒的樹身就此橫置於原地，成為遺蹟，供人瞻仰。

### 第二代神木
「阿里山香林神木」舊名「光武檜」，位於慈雲寺及香林國小旁，近阿里山一號巨木步道；樹種紅檜，樹胸圍12.3公尺，高45公尺，樹齡626年，海拔2207公尺，舊名之所以為光武，是因為推算神木落地發芽的時間約為東漢光武帝年間，此名為前台灣省主席黃杰所命名。
阿里山神木倒伏之後，由嘉義縣政府、阿里山風景區管理處籌劃，選出風景區內其他巨型神木，以作為新旅遊地標。網路票選活動在2006年9到11月間進行，有2萬5千人參加投票，由光武檜得到最高票，成為阿里山第二代神木。2007年1月1日由縣長陳明文加冕為「阿里山香林神木」。

### 千歲檜
「千歲檜」舊稱「萬歲檜」，位於阿里山香林神木附近，為一棵雙叉的紅檜巨木。估計樹齡約821年，樹高35公尺，樹胸圍11公尺，海拔2215公尺。千歲檜的由來是在日治時代，當時的林務官認為其樹形看似雙手高舉喊「萬歲」（日文表示歡呼之意）的姿態，而命名為萬歲檜。直至1976年，當時的中華民國副總統謝東閔先生巡視阿里山，看到萬歲檜以後，認為萬歲檜只有兩千年的年齡不應取名萬歲，所以從那時起改稱為千歲檜。千歲檜旁有座博愛亭，內有國父頌的詩文，旁邊則是第一巨木群的起點。

### 阿里山28號巨木
「阿里山28號巨木」又稱「香林神木」，樹種紅檜，胸圍14.7公尺，樹齡1095年。位於受鎮宮下方的隱密森林內，屬阿里山第2林班。早在日治時期就被發現，但由於不遠處有就是極負盛名的阿里山香林神木，因此一直不被人們所注意。

## 阿里山巨木群棧道神木一覽
| 編號 | 估計樹齡 (年) | 樹高 (公尺) | 樹胸圍 (公尺) | 海拔 (公尺) |
| ---- | ------------- | ----------- | ------------- | ----------- |
| 1    | 約1500        | 25.0        | 9.8           | 2211        |
| 2    | 1515          | 28.0        | 5.0           | 2204        |
| 3    | 約800         | 30.0        | 5.1           | 2201        |
| 4    | 約800         | 26.0        | 5.1           | 2192        |
| 5    | 約1200        | 25.0        | 7.6           | 2190        |
| 6    | 約800         | 28.0        | 5.1           | 2190        |
| 7    | 約1100        | 30.0        | 7.0           | 2188        |
| 8    | 約800         | 42.0        | 5.3           | 2185        |
| 9    | 約1200        | 26.0        | 7.8           | 2181        |
| 10   | 約900         | 27.0        | 5.7           | 2181        |
| 11   | 約900         | 45.0        | 6.0           | 2181        |
| 12   | 約1900        | 28.0        | 12.1          | 2177        |
| 13   | 約800         | 27.0        | 5.0           | 2177        |
| 14   | 約900         | 29.0        | 6.0           | 2177        |
| 15   | 約900         | 42.0        | 6.1           | 2170        |
| 16   | 約1600        | 42.0        | 10.4          | 2173        |
| 17   | 約1700        | 38.0        | 11.0          | 2173        |
| 18   | 約1600        | 38.0        | 10.0          | 2173        |
| 19   | 約1500        | 42.0        | 9.4           | 2175        |
| 20   | 約900         | 39.0        | 5.7           | 2175        |
| 21   | 約1000        | 24.1        | 6.2           | 2158        |
| 22   | 約1000        | 22.8        | 6.4           | 2158        |
| 23   | 約1100        | 20.5        | 7.3           | 2159        |
| 24   | 約900         | 25.5        | 5.7           | 2159        |
| 25   | 約1000        | 24.5        | 6.2           | 2159        |
| 26   | 約600         | 28.6        | 5.0           | 2161        |
| 27   | 約1300        | 28.3        | 8.6           | 2167        |
| 28   | 1095          | 43.5        | 13.1          | 2173        |
| 29   | 約900         | 24.2        | 5.7           | 2180        |
| 30   | 1099          | 23.4        | 5.4           | 2180        |
| 31   | 約900         | 27.4        | 5.8           | 2188        |
| 32   | 約1100        | 27.1        | 7.1           | 2189        |
| 33   | 約1500        | 25.2        | 9.5           | 2189        |
| 34   | 約800         | 26          | 5.4           | 2189        |
| 35   | 116           | 25.3        | 5.2           | 2188        |
| 36   | 約800         | 26          | 5.0           | 2188        |
| 37   | 630           | 26          | 4.9           | 2180        |
| 38   | 900           | 37          | 6.7           | 2222        |

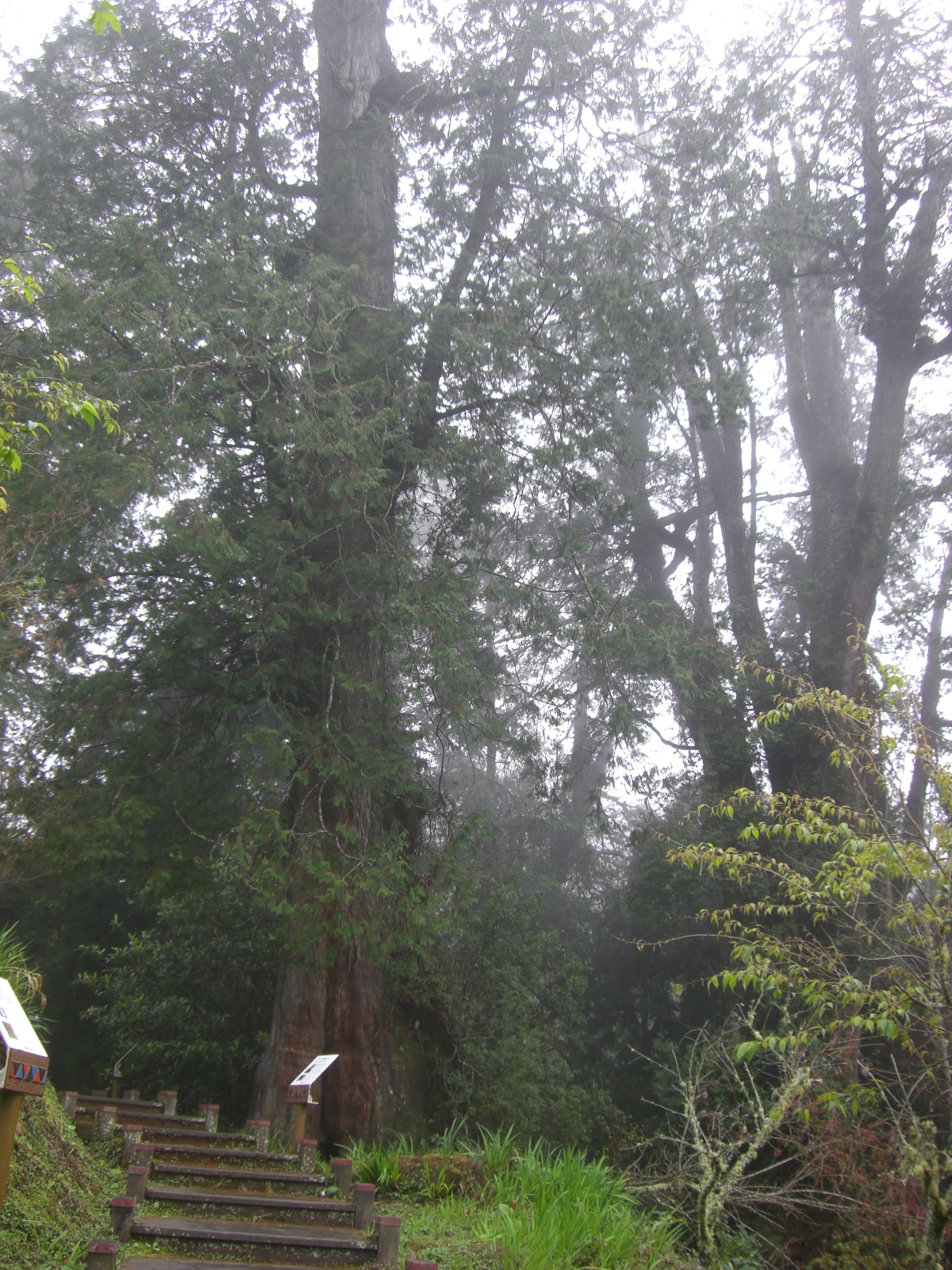
阿里山巨木群棧道一角。

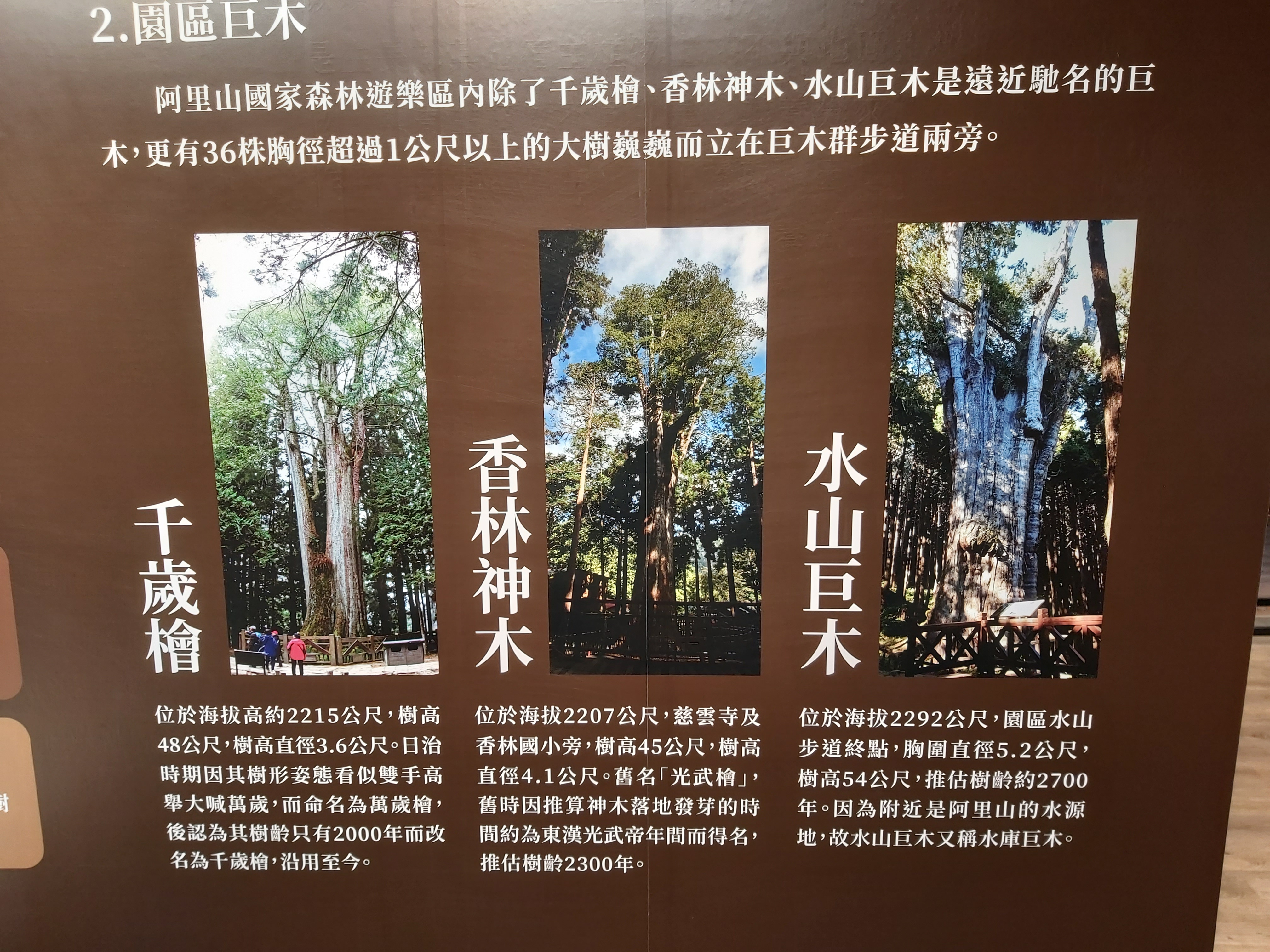
阿里山遊客中心對園區巨木千歲檜、香林神木、水山巨木等三巨木的展覽介紹。

- 19號與20號神木俗稱哥倆好，因為兩棵樹生長在一起很接近。

## 另見
- 鹿林神木
- 眠月神木

## 外部連結
- 聯合知識庫
- 眾所矚「木」 2,300歲光武檜加冕命名「阿里山香林神木」 （页面存档备份，存于）
- 阿里山二代神木光武檜引領風騷 網路票選摸彩44位得獎者揭曉 (2006-12-27)[永久]
- 林務局自然資源與生態資料庫：光武檜[永久]
- 林務局自然資源與生態資料庫：千歲檜[永久]
- 林務局自然與生態資料庫：阿里山神木群
- 阿里山陳月霞的部落格:阿里山神木奇譚 （页面存档备份，存于）